# Société herpétologique de France
La Société herpétologique de France (SHF) est une association française d'herpétologie, impliquée dans l’étude scientifique et la conservation des reptiles et des amphibiens. Elle regroupe environ 500 membres scientifiques, naturalistes professionnels ou amateurs, et terrariophiles.

## Objectifs
Selon ses statuts, la Société herpétologique de France a pour buts : de faciliter les rapports entre herpétologistes de langue française (ex. congrès annuel, commissions spécialisées,), de mieux faire connaître les Reptiles, les Amphibiens et leur rôle dans les équilibres naturels (ex. Programmes de sensibilisation ou de science participative); de contribuer à une meilleure connaissance de la faune française (métropole et outre-mer) et de sa répartition (ex. publication d'Atlas de répartition des espèces,,, publication d'une revue scientifique à comité de relecture, de listes taxinomiques mises à jour régulièrement,), de protéger des différentes espèces et leur environnement (ex. évaluation des menaces par un collège d'experts, rédaction/animation de divers Plans Nationaux d'Actions sur demande du Ministère de la Transition Écologique,,,), et d’améliorer les conditions d’élevage des Reptiles et des Amphibiens, notamment à des fins scientifiques et de conservation

## Historique
La société est créée en 1971 par deux chercheurs herpétologistes, Guy Naulleau (d) (CNRS) et Gilbert Matz (d) (Université d'Angers).

## Structure
La SHF est une association loi de 1901 agréée au titre de la protection de l’environnement depuis le 28 février 1978, agrément renouvelé le 31 décembre 2012.
La SHF est membre actif du Collège des Sociétés savantes académiques de France.

## Publication
La SHF publie depuis 1976 le Bulletin de la Société herpétologique de France, revue scientifique de langue française (et secondairement anglaise), qui depuis 2021 est en libre accès à tous.